# Friedrich Schiedat
Friedrich (Fritz) Schiedat (ur. 6 stycznia 1900 w Prusach Wschodnich, zm. 16 maja 1966) – prawnik niemiecki, burmistrz Olsztyna w latach 1933–1945, członek NSDAP.
Ukończył prawo na uniwersytecie w Królewcu, studiował też nauki polityczne i gospodarcze. Pracę zawodową rozpoczął jako sędzia w Olsztynie, ale po kilku latach przeszedł do pracy urzędniczej w lokalnej administracji. Od 2 kwietnia 1933 do schyłku II wojny światowej pełnił funkcję burmistrza Olsztyna; dodatkowo od lutego 1942 był komisarzem w komisariacie Rzeszy w Krzywym Rogu. Za jego rządów powstał szereg nowych ulic oraz osiedli w Olsztynie, m.in. dzisiejsze Osiedle Mazurskie i Zielona Górka. Wybudowano także nowe koszary przy alei Warszawskiej, a we wrześniu 1939 na ulice miasta wyjechały trolejbusy. Na skutek partyjnej przynależności Schiedata, który był w marcu 1933 kierownikiem powiatowej placówki NSDAP na miasto Olsztyn, po wybuchu wojny w mieście zaczęło dochodzić do prześladowań Polaków.
Schiedat porzucił stanowisko w Olsztynie w styczniu 1945 w związku z ucieczką przed nadciągającą do miasta armią radziecką, chociaż jeszcze na kilka godzin przed ewakuacją zapewniał w komunikatach o odparciu Rosjan. Osiadł w Hanowerze, gdzie przy Oskar-Winter Strasse 8 prowadził kancelarię adwokacką i notarialną. Kancelarię prowadzili potem jego syn Carl-Friedrich i wnuk Carl-Alexander.
Był żonaty z Ellą z domu Macht. Miał córki Gisele (po mężu Recknagel) i Rotraud (po mężu Mävers) oraz syna Carla-Friedricha (ur. 9 października 1936, zm. 30 kwietnia 2015).